# Jônatas Domingos
Jônatas Domingos (* 29. Juli 1982 in Fortaleza) ist ein ehemaliger brasilianischer Fußballspieler.
Der Brasilianer Jônatas stammt aus der Jugend von Flamengo Rio de Janeiro, für dessen erste Mannschaft er von 2002 bis 2006 spielte. Mit diesem Team holte er auch seinen bisher einzigen bedeutenden Titel – die Copa do Brasil – den brasilianischen Pokalwettbewerb.
Nach über 100 Ligaspielen, in denen er überzeugen konnte, wechselte er im Sommer 2006 nach Europa zu Espanyol Barcelona. In den folgenden 18 Monaten gelang es ihm jedoch nicht, über den Status als Auswechselspieler hinauszukommen, so dass sich die Verantwortlichen von Espanyol dazu entschlossen, ihn 2008 an seinen Heimatverein Flamengo Rio de Janeiro auszuleihen, um wieder an alte Leistungen anzuknüpfen.

## Erfolge
Flamengo
- Copa do Brasil: 2006